# Gusau
Gusau é uma cidade e Área de governo local localizada no noroeste da Nigéria. É a capital do Zamfara (estado). A LGA tem uma área de 3.364 km² e uma população de 383.162 no censo de 2006. O código postal da área é 880.

## Geografia
Gusau fica ao norte de uma linha traçada de Kebbe a Kano e tem uma população estimada de 147.404 habitantes.

## Governo
A prática da xaria foi declarada pela primeira vez na cidade em 1999 pelo governador Ahmed Sani (Yariman Bakura) e ainda está em vigor.

## Clima
Gusau tem um Clima de savana tropical (Classificação climática de Köppen Aw).
| Dados climáticos para Gusau              | Dados climáticos para Gusau | Dados climáticos para Gusau | Dados climáticos para Gusau | Dados climáticos para Gusau | Dados climáticos para Gusau | Dados climáticos para Gusau | Dados climáticos para Gusau | Dados climáticos para Gusau | Dados climáticos para Gusau | Dados climáticos para Gusau | Dados climáticos para Gusau | Dados climáticos para Gusau | Dados climáticos para Gusau |
| Mês                                      | Jan                         | Fev                         | Mar                         | Abr                         | Mai                         | Jun                         | Jul                         | Ago                         | Set                         | Out                         | Nov                         | Dez                         | Ano                         |
| ---------------------------------------- | --------------------------- | --------------------------- | --------------------------- | --------------------------- | --------------------------- | --------------------------- | --------------------------- | --------------------------- | --------------------------- | --------------------------- | --------------------------- | --------------------------- | --------------------------- |
| Recorde alta °C (°F)                     | 39.0 (102.2)                | 40.0 (104)                  | 41.5 (106.7)                | 41.5 (106.7)                | 41.0 (105.8)                | 38.5 (101.3)                | 33.0 (91.4)                 | 32.0 (89.6)                 | 33.5 (92.3)                 | 36.5 (97.7)                 | 38.0 (100.4)                | 38.0 (100.4)                | 41.5 (106.7)                |
| Média alta °C (°F)                       | 32.2 (90)                   | 34.8 (94.6)                 | 38.1 (100.6)                | 38.4 (101.1)                | 36.0 (96.8)                 | 32.6 (90.7)                 | 29.6 (85.3)                 | 28.6 (83.5)                 | 30.3 (86.5)                 | 33.4 (92.1)                 | 34.8 (94.6)                 | 32.4 (90.3)                 | 33.4 (92.1)                 |
| Média diária °C (°F)                     | 23.3 (73.9)                 | 25.8 (78.4)                 | 29.6 (85.3)                 | 31.0 (87.8)                 | 29.8 (85.6)                 | 27.2 (81)                   | 25.2 (77.4)                 | 24.6 (76.3)                 | 25.4 (77.7)                 | 26.3 (79.3)                 | 25.2 (77.4)                 | 24.4 (75.9)                 | 26.5 (79.7)                 |
| Média baixa °C (°F)                      | 14.4 (57.9)                 | 16.8 (62.2)                 | 21.1 (70)                   | 23.5 (74.3)                 | 23.5 (74.3)                 | 21.8 (71.2)                 | 20.9 (69.6)                 | 20.6 (69.1)                 | 20.5 (68.9)                 | 19.2 (66.6)                 | 15.6 (60.1)                 | 14.4 (57.9)                 | 19.4 (66.9)                 |
| Recorde baixa °C (°F)                    | 6.5 (43.7)                  | 10.5 (50.9)                 | 13.5 (56.3)                 | 17.0 (62.6)                 | 17.5 (63.5)                 | 16.5 (61.7)                 | 17.0 (62.6)                 | 17.5 (63.5)                 | 17.5 (63.5)                 | 13.0 (55.4)                 | 10.0 (50)                   | 8.0 (46.4)                  | 6.5 (43.7)                  |
| Média precipitação mm (pol.)             | 0.5 (0.02)                  | 1.0 (0.039)                 | 1.0 (0.039)                 | 8.0 (0.315)                 | 100.0 (3.937)               | 145.0 (5.709)               | 253.0 (9.961)               | 332.0 (13.071)              | 208.0 (8.189)               | 20.0 (0.787)                | 1.0 (0.039)                 | 2.0 (0.079)                 | 1 071 (42,165)              |
| Média de dias de precipitação (≥ 0.3 mm) | 0                           | 0                           | 0                           | 2                           | 8                           | 11                          | 16                          | 19                          | 16                          | 2                           | 0                           | 0                           | 74                          |
| Média umidade relativa (%)               | 28                          | 24                          | 26                          | 45                          | 61                          | 74                          | 83                          | 87                          | 86                          | 74                          | 47                          | 33                          | 56                          |
| Fonte: Deutscher Wetterdienst            |                             |                             |                             |                             |                             |                             |                             |                             |                             |                             |                             |                             |                             |